# Kriegstetten
Kriegstetten is een gemeente en plaats in het Zwitserse kanton Solothurn en maakt deel uit van het district Wasseramt.

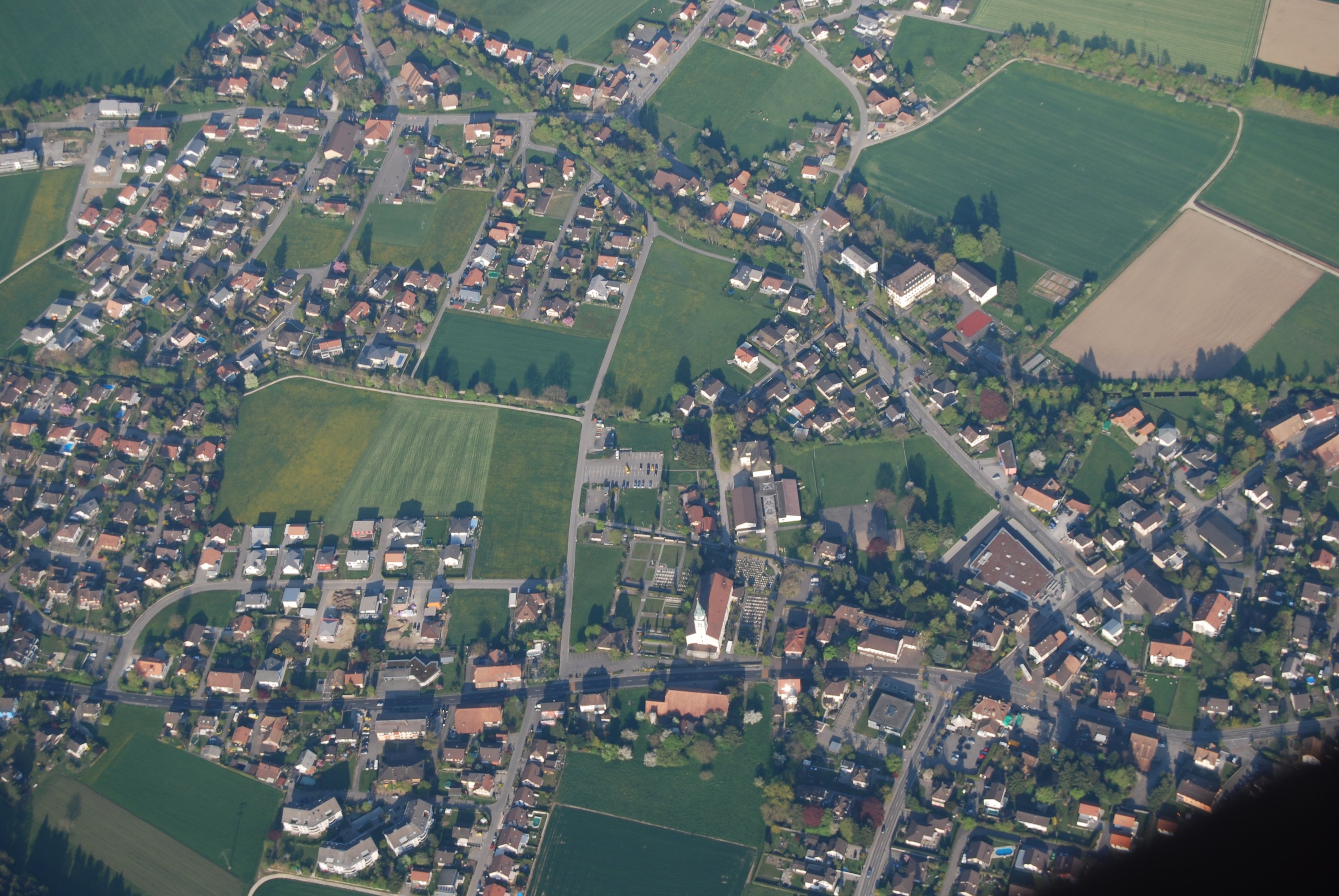
Kriegstetten

Kriegstetten telt 1148 inwoners.